# ARM Cortex-A75
ARM Cortex-A75는 ARM 홀딩스의 소피아앙티폴리스 디자인 센터에서 설계한 ARMv8.2-A 64비트 명령어 집합을 구현하는 중앙 처리 장치이다. Cortex-A75는 3-와이드 디코딩 비순차적 슈퍼스칼라 파이프라인이다. Cortex-A75는 Cortex-A73의 후속작으로, 모바일 애플리케이션에서 A73 대비 20%의 성능 향상을 동일한 효율로 유지하도록 설계되었다.

## 설계
ARM에 따르면, A75는 A73보다 16~48% 더 나은 성능을 제공할 것으로 예상되며 모바일 워크로드 이상을 목표로 한다. A75는 또한 2 W의 TDP 범위가 증가하여 성능 향상이 가능해졌다.
Cortex-A75 및 Cortex-A55 코어는 ARM의 DynamIQ 기술을 지원하는 최초의 제품이다. big.LITTLE의 후속 기술인 이 기술은 멀티 코어 제품을 설계할 때 더욱 유연하고 확장 가능하도록 설계되었다.

## 라이선싱
Cortex-A75는 라이선스 사용자에게 SIP 코어로 제공되며, 그 설계는 다른 SIP 코어(예: GPU, 디스플레이 컨트롤러, DSP, 이미지 프로세서 등)와 하나의 다이에 통합되어 시스템 온 칩(SoC)을 구성하는 데 적합하다.
ARM은 또한 퀄컴과 협력하여 Kryo 385 CPU에 사용되는 Cortex-A75의 세미 커스텀 버전을 개발했다. 이 세미 커스텀 코어는 일부 퀄컴의 미드레인지 SoC에서도 Kryo 360 Gold로 사용된다.

## 같이 보기
- ARM Cortex-A73, 이전 모델
- ARM Cortex-A76, 후속 모델
- Comparison of ARMv8-A cores, ARMv8 계열